# Yohan Montès
Pour les articles homonymes, voir Montes.

a Compétitions nationales et continentales officielles uniquement.

b Matchs officiels uniquement.
Dernière mise à jour le 11 mai 2023.
Yohan Montès, né le 7 février 1985 à Beauvais (Oise), est un joueur français de rugby à XV qui évolue au poste de pilier droit (1,87 m pour 129 kg).

## Biographie
En mars 2009, il est invité avec les Barbarians français pour jouer un match contre le XV du président, sélection de joueurs étrangers évoluant en France, au stade Ernest-Wallon à Toulouse. Les Baa-Baas s'inclinent 26 à 33. En novembre 2012, il joue avec les Barbarians français contre le Japon au stade Océane du Havre. Les Baa-Baas l'emportent 65 à 41. En novembre 2014, il est de nouveau sélectionné dans l'équipe des Barbarians français pour affronter la Namibie au stade Mayol de Toulon. Les Baa-Baas l'emportent 35 à 14.

## Palmarès

### En club

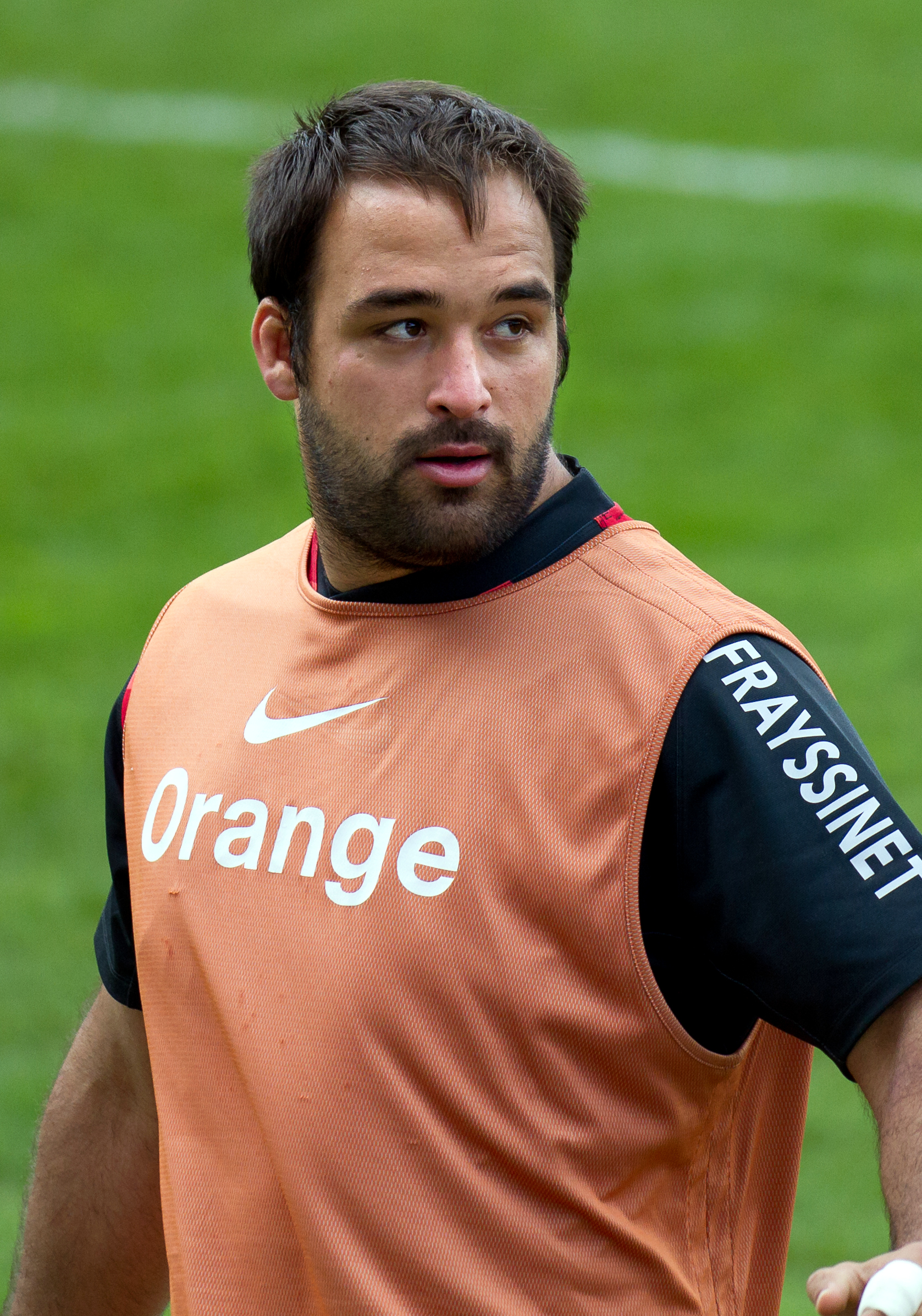
Yohan Montès avec le Stade toulousain en 2012.

- Champion de France : 2007, 2008, 2011, 2012 et 2018
- Champion d'Europe : 2010

### En équipe nationale
- Équipe de France -21 ans :
  - Champion du monde 2006 en France : 5 sélections (Irlande, pays de Galles, Afrique du Sud deux fois, Australie), 2 essais[1]
  - 8 sélections, 2 essais en 2005-2006[réf. nécessaire]
  - Participation au championnat du monde 2005 en Argentine : 5 sélections (Irlande, Italie, Angleterre, Australie, Nouvelle-Zélande)[réf. nécessaire]
  - Participation au championnat du monde 2004 en Écosse[réf. nécessaire]
  - 10 sélections en 2004-2005, 3 essais[réf. nécessaire]
- Équipe de France -19 ans : 
  - Vice-champion du monde 2004 en Afrique du Sud : 5 sélections (Écosse, pays de Galles, Afrique du Sud, Angleterre, Nouvelle-Zélande), 1 essai[réf. nécessaire]
  - 8 sélections en 2003-2004, 2 essais[réf. nécessaire]
- Équipe de France -18 ans :
  - 2 sélections en 2003 (pays de Galles, Angleterre), 1 essai[réf. nécessaire]